# 両岸層
両岸層（りょうがんそう、英: bicoastal）は、アメリカ合衆国北東部（ニューヨーク、フィラデルフィアなど）および西岸部（ロス・アンゼルス、サンフランシスコなど）の住民を指した言葉。
「学歴が高く、大陸中部の州に比べて金持ちで、政治的には左派あるいはリベラルである」という含み（ステレオタイプ）で用いる。レッテルであり、皮肉、批判、自嘲などの意味あいをこめて使われる。